# Ed Doemland
Edward Lee „Ed“ Doemland (* 5. Februar 1938 in Chicago; † 11. August 2012) war ein US-amerikanischer Komponist, Organist und Jazzpianist.
Doemland hatte als Kind in Chicago Klavierunterricht bei Edna Nelson Hanson. Er hatte dann Unterricht in Musiktheorie bei Perry Crafton und Perkussionsunterricht bei Jake Jerer. Von 1955 bis 1958 studierte er Chemie am Lawrence College und unterrichtete dann Chemie an der Freeport High School in Illinois (1959–1963) und der West Allis Central High School (1963–2003). Daneben wirkte er von 1959 bis 1963 an der Grace Episcopal Church in Freeport und danach bis zu seinem Tod an der St. Peters Episcopal Church in West Allis als Organist.
Außerdem trat Doemland immer wieder als Jazzpianist auf und war seit 1965 Perkussionist beim Milwaukee Civic Orchestra. Er komponierte u. a. eine Sinfonie für großes Jazzensemble (1959), Stücke für Perkussionsensemble sowie kirchenmusikalische Werke, darunter auch Jazzstücke für den kirchenmusikalischen Gebrauch. 2012 zeichnete ihn die Civic Music Association mit dem Lifetime Achievement in Music Award aus.